# میشچیچه
میشچیچه (به صربی: Miščiće) یک منطقهٔ مسکونی در صربستان است که در نووی پازار واقع شده‌است.